# Accademia di belle arti di Siena
L'Accademia di belle arti di Siena fu una scuola universitaria privata per la formazione artistica. Fondata come Regio Istituto di Belle Arti in Siena nel 1816 su iniziativa di Giovanni Bianchi, riconosciuta e finanziata dal Granducato di Toscana, nel 1846 passò al comune di Siena e poi alla Provincia di Siena del 1864. Negli anni trenta Cesare Brandi, storico dell'arte senese, ebbe l'incarico di catalogare le opere in essa custodite, che vennero poi trasferiti a palazzo Buonsignori, in seguito sede della Pinacoteca Nazionale.
L’Accademia di Belle Arti, più precisamente, il Regio Istituto di Belle Arti nel 1932 mediante un decreto ministeriale assunse il nome di Istituto Provinciale d’Arte di Siena, cui direttore fu l’architetto futurista Virgilio Marchi. Nel 1959 l’Istituto mutò nuovamente denominazione in Istituto Statale d’Arte “Duccio di Buoninsegna”, sotto la direzione dell’architetto Primo Giusti. Da allora, alla presidenza e direzione dell'istituto si susseguirono personalità quali Enzo Carli, Otello Chiti e Plinio Tammaro. Infine, con l'entrata in vigore della riforma Gelmini, dal 2010 l'istituto divenne un liceo artistico, succursale dell'Istituto di istruzione superiore "Enea Silvio Piccolomini".